# بحيرة تيغرنزيه
بُحيرة تيغرنزيه (بالأَلمانِيَّة: Tegernsee) هِي مُجتمع ماء طَبيعيّ؛ نَاتِجةٌ عن ذوَبَان الثُّلوج، تُحِيطُها جِبال الأَلب الباڤارِيَّة من كُلِّ الجِهاتِ. تَقَع بُحيرة تيغرنزيه في وِلاَية باڤارِيا جَنُوب جُمهُوريَّة أَلمَانيَا الاِتّحاديّة. باِرتِفاع يصِل إلى 725 مِتر فَوق مُستَوَى سَطح اَلْبَحر، وبمِساحة تُقَدَّر بحَوالَي 8,934 كم².

## انظُر أيضاً
- بُحيرة.
- بُحيرة جَليدِيّة.
- مُستَجمع مائِيّ.

## صُوّر

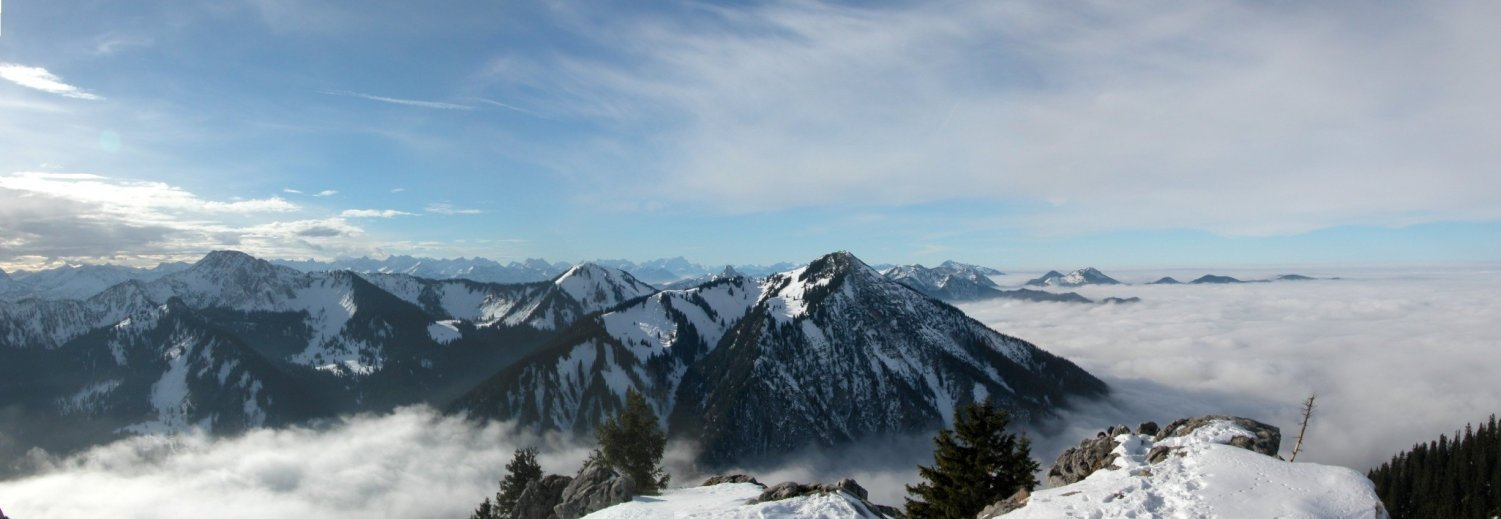
جِبال الأَلب الباڤارِيَّة مَنبع بُحيرة تيغرنزيه.
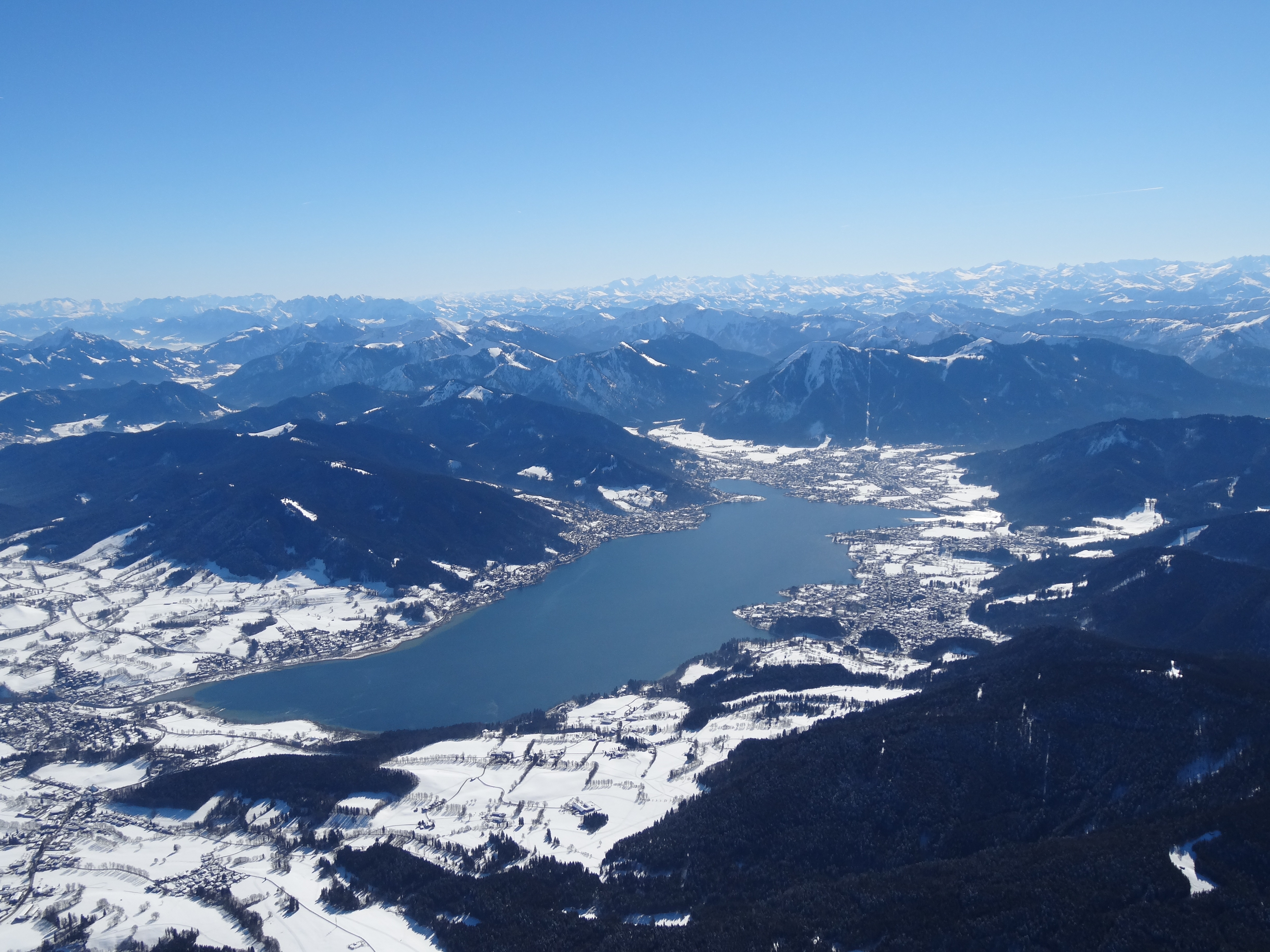
في الرَّبِيعُ تبَدّأ الثّلوج بالذَّوَبان.
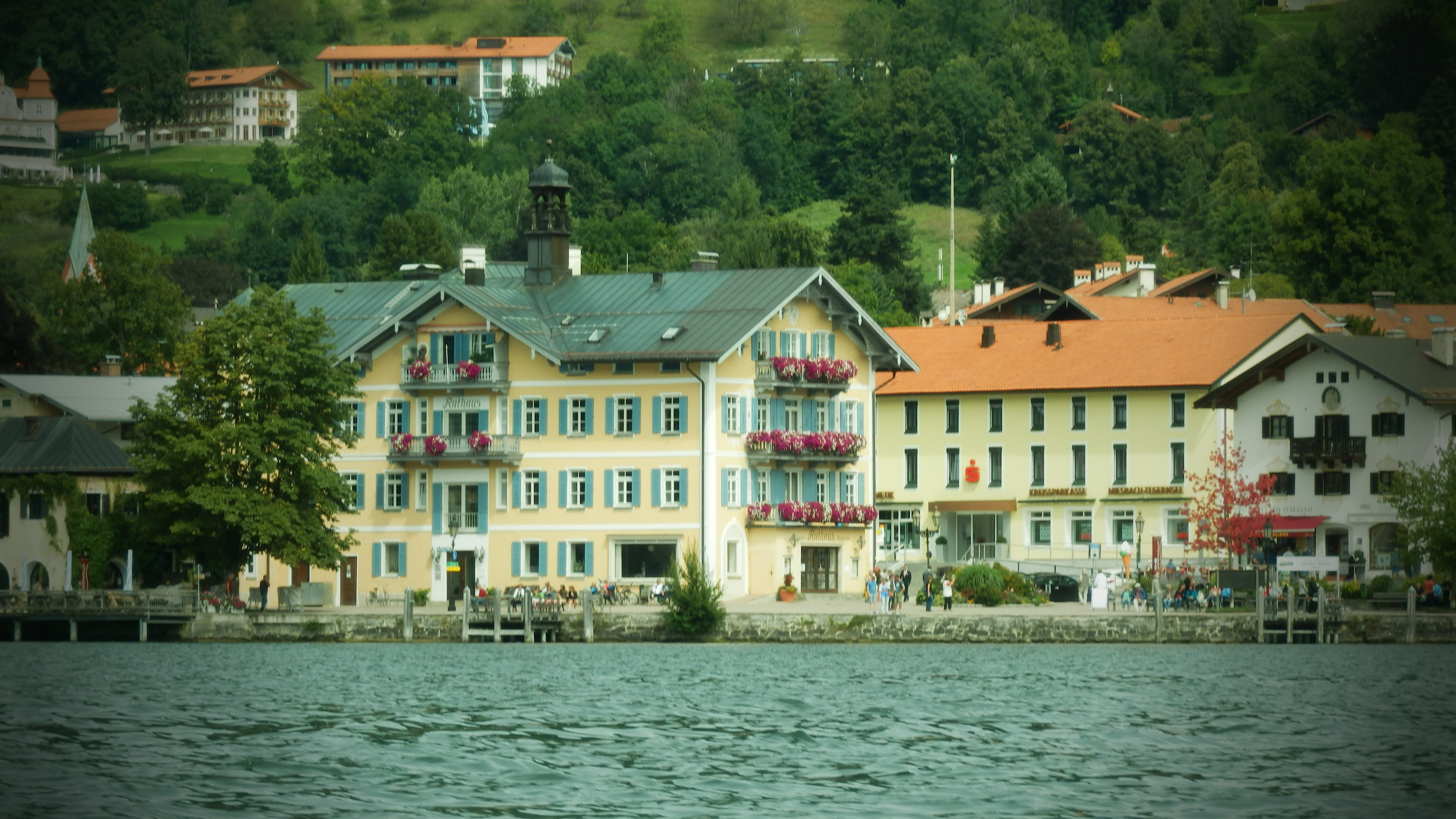
صور لستِيفان جوركا تُظهر جانِب من شَاطِئ البُحيرة.
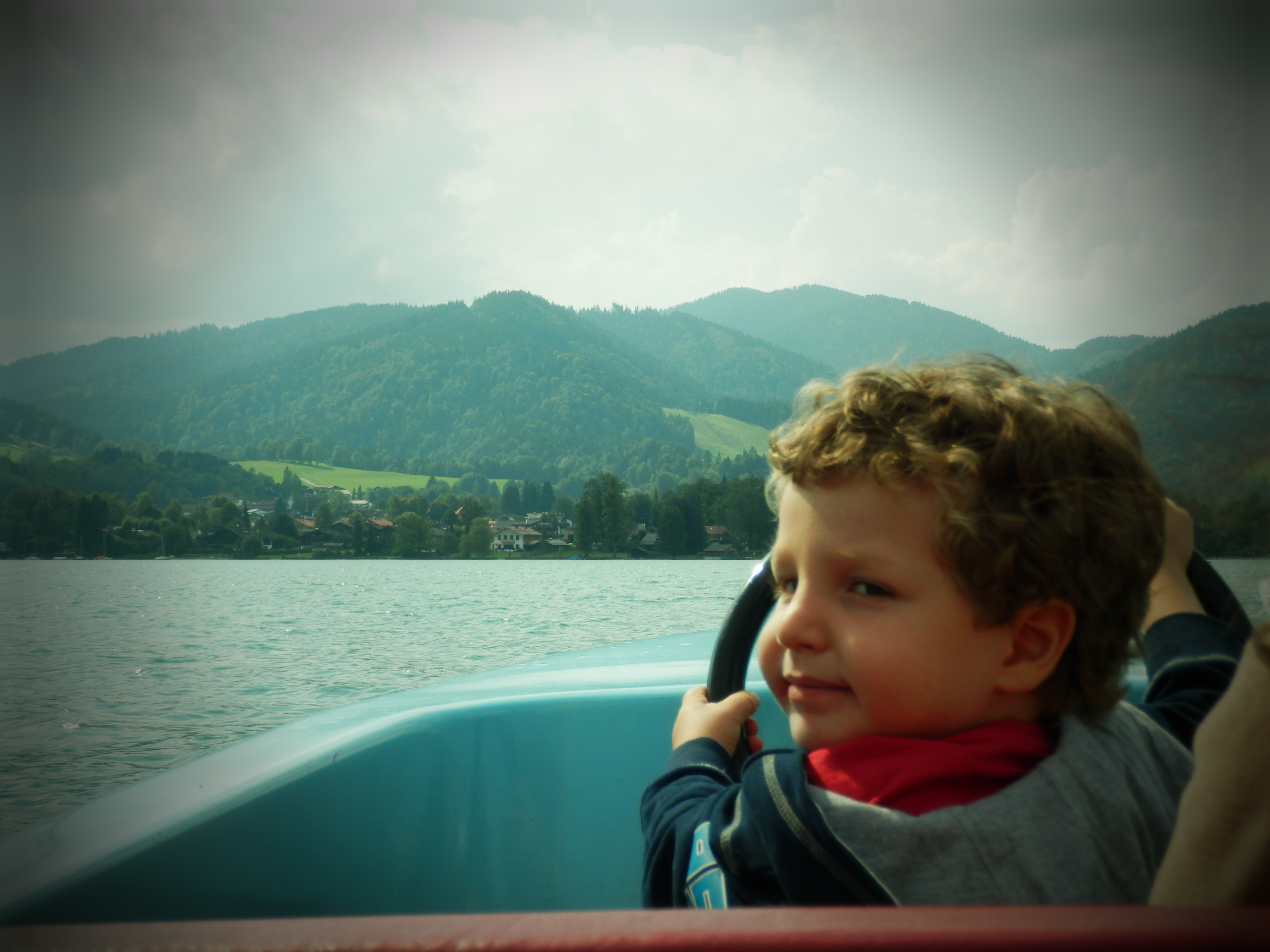
أحَد البحّارة الصِغَار يَقْضِي وقت مُمتِع وَسَط بُحيرة تيغرنزيه.

## أعلام
- الأمير كارل تيودور من بافاريا
- ماري غابرييل في بافاريا

## وُصلات خارجيّة
- معلُومات سِياحِيّة عن بُحيرة تيغرنزيه (باللُّغة الأَلمانِيَّة، والإنجليزيّة).